# Чудски сиг
Чудски сиг (Coregonus lavaretus) е вид лъчеперка от семейство Пъстървови (Salmonidae). Видът е световно застрашен, със статут Уязвим.

## Разпространение
Разпространен е във Франция, Швеция и Швейцария.